# CDF Player
CDF Player 是由 Wolfram Research 公司推出的一款可计算文档格式浏览器。  专有的 CDF Player 有严格的许可证，可以从 Wolfram Research 公司网站上直接下载。与传统的静态格式（如 PDF）以及由格式本身提供的预生成互动内容（如 Adobe Flash）不同，CDF Player 包含完整的 Mathematica 运行时间库函数，以便在任何 Mathematica 可以描述的算法或者可视化图形下，通过与用户的互动，实时生成文档的具体内容。 这使得 CDF 格式的文件非常适合用在科学、工程、其他技术内容，以及数字化教科书中。
Microsoft Windows、Macintosh 和 Linux 平台都支持 CDF 阅读器。目前，电子书和平板电脑尚未提供相关支持。阅读器提供在 Internet Explorer、Mozilla Firefox、Google Chrome、Opera 和 Safari 中使用的插件模式，用户可以方便地将 CDF 内容嵌入到 HTML 页面中.

## 用途
使用 CDF Player，您可以实现下列功能：
- 与 Wolfram Demonstrations Project 上提供的应用程序进行互动
- 在网页浏览器下，创建并且使用互动文档
- 查看 Mathematica 范例、报告和文件